# Aleksandr Tsjajka
Aleksandr Nikolajevitsj Tsjajka (Oekraïens: Олександр Миколайович Чайка, Russisch: Александр Николаевич Чайка) (Soemy, 23 juli 1975) was een Oekraïens seriemoordenaar die tussen 30 januari en 16 februari 1994 ten minste vier vrouwen vermoordde in Moskou.

## Arrestatie
Tsjajka werd min of meer bij toeval gevonden. Na de vier moorden wist de politie alleen dat de dader in het zwart gekleed ging. Een rechercheur zag een paar dagen na de dood van het laatste slachtoffer een dergelijk, zich verdacht gedragend persoon, met een zwarte tas in een metro. Nadat de rechercheur Tsjajka een paar uur volgde, hield hij hem aan. Tsjajka bekende daarop de vier moorden, waarop hij tot de doodstraf werd veroordeeld.

## Slachtoffers
- Slachtoffer 1: Op 30 januari 1994 steekt Tsjajka een vrouw 21 keer met een mes. Het slachtoffer raakt zo verminkt dat alleen haar zoon haar later kan identificeren.
- Slachtoffer 2: Tsjajka steelt het tasje en de gouden ring van een vrouw die hij op 7 februari 1994 met negen messteken om het leven brengt.
- Slachtoffer 3: Van de vrouw die hij op 9 februari 1994 vermoordt, neemt hij ook de gouden ring mee.
- Slachtoffer 4: Voor zover bekend, pleegt Tsjajka op 16 februari 1994 zijn vierde moord.